# 위미트 외자트
위미트 외자트(튀르키예어: Ümit Özat, 1976년 10월 30일 ~ )는 튀르키예의 축구 감독이자 전 축구 선수이다. 선수 시절 주로 수비수로 활약했으며, 튀르키예 국가대표팀에서도 활동하였다. 은퇴 후 축구 감독으로 전향하여 여러 클럽에서 지도자 경력을 쌓았다.

## 구단 경력
앙카라에서 태어난 외자트는 처음에 겐츨레르비를리이와 페네르바흐체에서 센터백 또는 수비형 미드필더로 활약하였다. 이후 왼쪽 측면 풀백으로 전환되었다. 그는 오른발잡이임에도 불구하고 왼쪽 풀백으로 뛰었다. 주로 윙백 역할을 수행하며 공격수들을 지원했으며, 약한 발로 예상치 못한 장거리 슛과 비교적 성공적인 크로스로 유명했다. 필요에 따라 스위퍼 역할도 소화할 수 있었다.
2007년 5월, 외자트는 1. FC 쾰른과 3년 계약을 체결하였다. 2008년 8월 29일, 분데스리가 경기에서 카를스루어 SC를 상대로 뛰던 중 외자트는 쓰러졌다. 잠시 의식을 잃고 경기장 내에서 치료를 받은 후 의식을 회복하였고, 추가 검사를 위해 병원으로 이송되었다. 정밀 검사 결과, 전 클럽 주장인 그는 심장 질환인 심근염 진단을 받았다. 2009년 3월 14일, 외자트는 은퇴를 공식 발표하였다. 그의 은퇴는 경기 중 쓰러진 사건에 영향을 받은 것으로 알려졌다.

## 국가대표팀 경력
외자트는 2000년 8월 16일, 보스니아 헤르체고비나와의 경기에서 튀르키예 국가대표팀 데뷔 전을 치렀다. 그는 국가대표팀에서 총 41경기에 출전했으며, 그중에는 3위를 기록한 2002년 FIFA 월드컵도 포함되어 있다. 외자트는 국가대표팀에서 한 골을 기록하였다.

## 수상
페네르바흐체
- 쉬페르리그: 2003–04년, 2004–05년, 2006–07년

튀르키예
- FIFA 월드컵 3위: 2002년[1][2][3]

튀르키예 U-23
- 지중해 게임 2위: 1997년[4]